# Menhir de Mugarriluze
Le menhir de Mugarriluze, connu également sous le nom de Mugarriluzeko zutarria ou Mugarriluzeko menhirra, est un mégalithe datant du Néolithique ou de l'Âge du bronze situé dans le massif d'Elgea, entre le Guipuscoa et l'Alava, dans les montagnes basques.

## Situation
Le menhir est situé sur le mont Mugarriluze, qui culmine à 1 109 mètres d'altitude.
Les villages les plus proches sont Araotz au nord-est, Leintz-Gatzaga au nord-ouest, et Marieta-Larrintzar au sud-ouest.

## Description
Le monolithe mesure 2,13 m de hauteur pour 1,65 m de largeur à la base, avec une épaisseur comprise entre 0,20 m et 0,27 m.

## Histoire
Le menhir est découvert en 1980 par l'ethnologue Luis Pedro Peña Santiago.